# Geroldshausen
Geroldshausen è un comune tedesco di 1 296 abitanti, situato nel land della Baviera.